# ÄRM
ÄRM（アーム）は、漫画『MÄR』・『MÄRΩ』およびその派生作品に登場する架空の武器。

## 概要
メルヘヴンの世界に存在する魔法で特別な彫金を施した、特殊能力を持つアクセサリー。発動させるだけであれば誰にでもできるが、より完璧に使いこなすには「魔力」と「シックスセンス（第六感）」が必要とされる。
形状は、リングやペンダント、ブレスレットなど多岐にわたり、中にはアクセサリーと呼ぶには大き過ぎるサイズも存在する。
多くのÄRMは、その性質によって『ウェポンÄRM』『ネイチャーÄRM』『ガーディアンÄRM』『ダークネスÄRM』『ホーリーÄRM』のどれかの属性に該当しているが、中には『属性が不明なÄRM』や『ゴーストÄRM』のような例外も存在する。
また魔力の通っていないÄRMであれば、普通の彫金師でも造ることができるため、生活の一部として普通の人も使用している他、能力レベルの低い特殊ÄRMと同様に町の市場で買うこともできる。
作中において魔力の通っている全てのÄRMは、魔法の国カルデアの魔法使いが、魔法をダウンロードして造りだしたものであったことが判明し、その発祥の地がカルデアであることが明かされた。
原作で登場したÄRMが一部登場しなかったり逆にアニメオリジナルのÄRMを装備したりするので原作とÄRMの数、装備に相違がある。
また原作ではチェスが一度メル側の対戦相手に技を見切られたÄRMは何故か壊れてないにも関わらず壊れたÄRM同様身につけているÄRM自体が描かれなくなる事が多いがアニメ版は基本的にはそのようなケースはない。

ちなみに原作・アニメ内では指輪やブレスレット、ネックレスなどの種類があるが、実際に商品化された際には指輪に統一されている。これらについてKONAMIの早川英樹は商品展開をするにあたってこれしかないという事で予告編で即決、更に同社の社員はÄRMはどうリングにするか、ルールの成立で悩んだ、なりきり感に力を入れたかったと話している。

## MÄR

### ウェポンÄRM
特殊能力を持った武器に変化して、装備したり直接攻撃したりできるÄRM。中には何の能力も持たない“ただのÄRM”も多く存在するが、ÄRMの能力をダウンロードしている玉・マジックストーンを使って、カスタム（通称・石入れ改造）することで特殊能力を付加させることができる。

#### メル
- バッボ（ギンタ）
キャラクターとしてのバッボは登場人物の項を参照。最大の特徴は変形パターンを「想像して創造」できることだが、変形させなくともハンマーと鎖付き鉄球を組み合わせた剣玉状の打撃武器として十分に実用に耐える。鉄球とハンマーの大きさはギンタの意識によって自在に変えることができるが、バッボによると「大きさは変えられるが重さは変わらない」ようで、少なくともドロシーには持つことができない程重い。鎖も作者曰く「無限大に伸ばせる」とのこと（ファンブックより）。
- ハンマー&ダガー（バッボ・バージョン1）（ギンタ）
アランからもらったマジックストーンの力でバッボが変形したウェポンÄRM。ギンタの右腕に装備され、鉄球で殴る「ハンマーアーム」と、刃で斬り裂く「ダガーアーム」として使い分けることができる。スノウ曰く「なんか地味」。手と一体型に見えるがダガーバージョンは緊急時に脱ぐ事で出し入れ可能
- バブルランチャー（バッボ・バージョン2）（ギンタ）
アランからもらったマジックストーンの力でバッボが変形したウェポンÄRM。銃になり、バッボの球部分の形をしたシャボン玉の爆弾を撃てるようになる。大きさはある程度自由に変えられる。イアンはこの技に敗れたのをきっかけにこれに特化した対策ÄRMを用意するようになった。
- バトルスコップ（ジャック）
小さなスコップを付けたブレスレット。発動後は銀のスコップ。父親のジェイクが亡くなり、クロスガードから形見として受け取った際は石抜き(マジックストーンが抜かれた状態に)されており、これといった特殊能力は無いが、使い方によっては盾のようにも槍のようにも使える。父親のジェイクによって石入れ改造がされた痕跡が残っており、修練の門にドロシーと一緒に入り鍛錬した後に石入れ改造を施しネイチャーÄRMの「大地のスコップ」にパワーアップされた。
- リングダガー（ドロシー）
小さな短剣が横向きになったリング。発動するとダガーを出すことが出来る。ギンタが最初に欲しがったÄRMの１つ。目立つ特殊能力は作中には見られなかったが小回りが効き後にディアナに致命傷を与えた。
- ガーデス（アルヴィス）
十字が入った盾のリング。発動後は盾になって、ガーディアンの攻撃にも耐えることが出来る。一見するとクロスガード全員に支給されていそうなデザインだが持っているのはアルヴィスのみ。
- グリフィンランス（ナナシ）
グリフィンの頭部がモチーフのリング。発動後は切れ味抜群のグリフィンの頭を模した穂先が付いた槍になる。防御力最高のアッコちゃんの殻には切り技と相性が悪いのか貫通さえ効かない。
- サウザントニードル（ナナシ）
刃先が3つ付いたペンダント。発動後は術者の回りの地面から無数の鋭い刃を突き出す。作中では属性は特に描写が無かった為ややこしいが、一応ウェポン扱い。

#### チェスの兵隊
- パイソンウィップ（イアン）
ブレスレット。発動後は蛇に似た2本の鞭で相手を攻撃する。格下が格上相手に使うと動作を見極められ、腕に隙が生じる。
- オクトパス（イアン）
ブレスレット。発動後は先端が槍状になった再生能力を持つタコの足に似た8本の鞭。
パイソンウィップと併用しなかった為、併用できるのかは不明。
- オクトパスⅡ（イアン）
オクトパスの強化版。先端の形がすべて異なり、よりウェポンとしての殺傷能力が格段に上がっている。石入れによる改造か上級版が存在するかについては不明。
- ムーンフォール（イアン）
三日月形のカッターを、袖から大量に放つ。対バブルランチャー用に用意されたÄRMだが、相手の周辺に出現させて行動を封じた後に嘆きの分銅を喰らわす応用コンボといった幅広い使い方もできる。
- 爪のÄRM（イアン）
名称不明。両手に3本の鈎爪を装備する。
- 扇のÄRM
名称不明。突風で相手を吹き飛ばす。
- アームブレイク（イアン）
体中からハンマーや剣など様々な武器を放つ。発動後は体力と魔力が大幅に削られるがイアンが多少のダメージと魔力を消耗し激昂しながら発動した為、アーム本来の消耗力より消耗したのかは定かではない。
- ランス型ÄRM（ギド）

名称不明。発動すると大きめの三叉槍になる。
テスト兵のポーン兵は別のウェポンを装備していたので、兵によって微妙に装備品が異なる。
- フレイムソード（レノ）
リング型。ジャマダハル状の剣。ネイチャーのフレイムボールの炎を纏わせることで攻撃力を高めることができる。作中では火を絡めたが恐らく他の属性も可能で他の術者が使った方が威力は高い。
- ボールハンマー（パノ）
リング。発動後は棒の先に鉄球が付いた武器を出す。鉄球は着脱可能。ジャックの異性に抵抗した際無意識に男性の急所に(股間)に発射してダウンを奪う事も可能だが、本来は敵をホーミングしながら追跡して相手にぶつけて操る。扱いに慣れれば鉄球部分は4つに分割して惑わしながら相手にぶつけることができる。
- スクリューサーベル（Mr.フック）
レイピアが巻きついたブレスレット。発動後は付け根から刃先までがスプリングのように曲がったレイピア。射程距離が無限なのはバッボとある意味同じ。
- 怒りの碇・アンガーアンカー（Mr.フック）
リング型。由来は怒りとイカリのシャレから。空中から突然、相手の頭上に巨大な碇を出現させ、叩き落す。魔力を極限まで高めてやっと発動出来るMr.フックの切り札。
- フィッシングロッド（Mr.フック）
リング型。釣竿。相手を追尾する能力を持つ。初手ノーガードのアルヴィスに使っても特に意味は無かった。
- ハープーンピアス（Mr.フック）
かなり巨大な銛。フィッシングロッドで相手を空中に釣り上げて、空中で逃げられなくしてからこのアームで仕留めるのが鉄板コンボ。シックスセンスを高めたアルヴィスはアームを使わずに手で折ってMr.フックを驚かせた。
- マジックハンマー（コレッキオ）
リング。このÄRMに一度でも叩かれると体が縮んでしまうというダークネスに近い能力を持つ。術者を倒すかリングを破壊すると縮んだ体は元に戻る。
- シェラキー（アヴルートゥ）
切る対象物が例えアームであっても何でも切り裂くという切れ味のいい爪。しかし、ドロシーに5秒で倒されたため、効果は発揮しなかった。また、手にはめて使う形状の為、他のアームが装備出来なくなるのもネック。
- ボールダーアックス（キャンディス）
リング。巨大な石の斧。キャンディス自身の腕力と相まって、ジャックのスコップを欠けさせるほどの威力を持つ。
- ウォーキングボム（アッシュ）
リング。発動後は頭上に笑い顔の爆弾が出現し、他者を攻撃する度にその相手の頭上に移り大きくなっていく。そして最後に爆発。
普通であれば使いこなすのが難しい能力を「どっちでドッカーン！」ゲームと称して戦いをスリリングにするアームとして愛用しているがアッシュ本人は1度も自分の番で爆発(負けた)事がない模様。ギンタの番で爆発した際には死んでないかを心配した辺り爆発は殺傷能力が高い。
- マジックロープ（ガリアン）
壷から出たロープの先に付いた蛇の頭蓋骨が壷の近くのロープに噛み付いたブレスレット。漫画でもアニメでも破壊されたが、アニメではペダ戦の前に再度ナナシの前に現れて奇襲した際に再度使っていた為、避雷剣と合間って「何個同じモノ持ってんねん」とツッコまれていた。
- エレクトリックフェザー（ガリアン）
相手の周囲に電気を帯びた羽を出現させ電撃を喰らわす。エレクトリックアイと似ているが、こちらは素早く出せる分、威力はアイより低め。翼を経由しつつも雷で攻撃するのでネイチャー属性に思われるが、なぜかウェポン。ソーサーとは違い、羽である為サウザンドニードル等で破壊されにくい。
- パラ・クロー（シャトン）
麻痺効果のある爪。牽制系統なので殺傷能力はかなり低い。接近戦を拒む相手にはネイチャーの猫じゃらしで無理やり近づけさせてから喰らわす事で確実にマヒ効果を狙える。
- 百足（コウガ）
大文字とは違い、遠くの敵にも攻撃することができるムカデの形をした腕。アニメでは殺すつもりの一撃を放った際に13トーテムポールで潰された時に爆発する描写があったがファントムの右腕のように腕が吹っ飛ぶ程の負傷はなかった。
- 大文字（コウガ）
リング。刃先が五方に伸びた巨大手裏剣。術者自体にスキが大きく術者のスピードが遅いのでウェポンで打ち合った際に相手側がすばしっこいと競り負けしやすく、あまりアーム本来の性能を発揮出来てない可能性が高い。
- ノコギリギリ（ピノキオン）
リング。目立った特殊能力は見受けれないが、腕を1本増やした後に発動した為か3本召喚した。アニメ版ではコウガと違い術者の動きが素早い設定にされていたが、漫画の1コマでドロシーがかすり傷を負うシーンの都合に合わせられた。適度に相手を追い詰めてから投げ刺すもののゼピュロスプルームで難なく破壊されており、捨てる前提の使い方をされている。
- ブレイドボール（マジカル・ロウ）
リング。側面から刃を出せる玉乗り用の大きな玉。アニメ版では回想シーンでこのアームの刃を出してない状態でスノウが乗っている描写があった。絶対に当たらない距離を作り続ければ回避可能だが、手並み拝見と相手がスノウであり連れ去るのが目的なので殺傷目当てで使うのは不妥当。
- レイピアウィップ（ロラン）
リング。相手めがけて伸び、触れると爆発する能力を持った伸縮自在のレイピア。ストーンキューブの隣の中指に装着されていたが、3rdの初登場から最終戦まで連載やアニメ版までの時間が空いた事により、PS2のゲーム版ではマグマスネークのアームとして、代替えされていた。尚、マグマスネークはストーンキューブとフィールドの地形応用の合わせ技であって、レイピアウィップの効果ではない。アニメ版では破壊された後も再度使用されていた。
- シードキャノン（ヴィーザル）
腕がキャノン砲に変わり、野菜の弾を発射する。全て回避した後、パノが応援した為、ダメージを与えるのに失敗した上ジャックの魔力が露骨に上がるというダークネスの副作用みたいなトンチンカンな結果を敵に与えてしまった。
- ナパームデス（ハロウィン）
花の蕾のような形の大砲を背中に出現させる。アニメ版では殺傷能力が異様に高すぎる設定にされており、アラン以外が受け止めようとしたら死に至る程。にも関わらずアランは身体硬質化系統のアームも使わずに体１つで受け止めて殆ど軽傷で済んだ。また見た目的に棺桶から発射しているが、棺桶自体はアランの屍を入れるのが目的なのでアームとの関係性は不明。アランと互角の魔力があっても魔力が尽きるまでの連射は不可能で先にアームの方が耐久性がつき朽ち果てた。
- スイクルデス（ペタ）
禍々しい形状の大鎌。ペタがウェポンか近接での格闘戦に扱い慣れてないのか、ブラッドボディを併用しながらだと多少のアームとのシンクロの精度が落ちるのかナナシとの鍔迫り合いでは迫り合いに負ける場面も。アニメ版ではイージスのバリアに向かって振りかざすと折れた。
- ガーネットクロウ（ペタ）
漫画版ではブレスレットと思われる形状、、アニメ版ではノーモーションでいきなり指先に鋭い爪が生えるがあくまでもウェポンアーム。ナナシがタフなせいかスイクルデスで切った方が早いと思える程切り刻んだが、殺傷目的というより、切り刻んで出血した血を飲んだり、ブラッドスイレンジと組み合わせたり、血液を凝固させる技と応用させたりとアニメではゴーストÄRMに分類される。ネーミングの由来はアニメ主題歌を歌う「GARNET CROW」。アニメ版での曲名しかりナナシ戦でのアニメタイトルにも使用された ちなみにアニメ版でのÄRMの発動の際に、ÄRM名は言わなかった 。
- ライジングホイール（キング）
リング。追尾効果がある。アニメ版でフェニックスとギガントブレードの２つで無双していた為か不使用。
- ギガントブレード（キング）
アニメ版ではフェニックス炎を刃を纏わせレノのフレイムボールをウェポンに纏わせるのと同様の事を行った。漫画版ではギンタの長靴を履いた猫に破壊されているが、アニメ版では終始このアームと近接戦で相手を圧倒し、フェニックスでトドメを刺すコンボでメルや自身に歯向かうチェス残党等を壊滅状態に落ち入れたが、アルヴィスにスキを突かれた際に剣を気にするあまり不覚を取り殴られる辺り、アニメ版ではこのアームありきの戦法の弱点が描写されていた。
- アイゼンクーゲル（ザトゥルン）
サイコロを出す目次第で腕がどのアームかに変化するかがランダムに変わる。発動にはパウエルが必要な上、後半は殆ど金棒だったのは制作スタッフの都合か、パウエルが狙った目を確実に出せるだけの実力があったのかは不明。
- アステールクシポス（メルクーア）
リング。特殊能力で遠隔操作で自由自在に動く7本の剣。また、もう一つの特殊能力で剣を合体させ巨大な七支刀として攻撃することもできる。
- 天女のタクト（ヴェーヌス）
リング。硬質化したリボン。特に特殊能力は無し
- リュミエール・ソレイユ（ウーラヌス）
鋭い刃のついた鉄球。ドロシーにはゼピュロスで簡単に防がれたが、一度防がれたのにもう一度同じ手で相手に防がせた後にわざと油断させて姉妹で後ろを取るのが定石。

#### その他
- 10ダガーブレスレット（パヅタウンの道具屋）
10個のダガーになるブレスレット。ブレスレットの形状が10個のダガーの為、ダガー部分を1個でもなくなると発動できなくなる。
- ネックレスブレード（スタンリー）
ネックレス型の大剣。特殊能力があるらしいが、能力を発動する前にアルヴィスがダークネスで動けなくした状態で倒されたため詳細は不明。
- サウザンズアーム（ジョン・ピーチ）
文字通り千のアーム。術者が使いこなせていないのでガラクタに等しい。

### ネイチャーÄRM
氷・植物・電気など、自然界に存在する特定の物を操ったり、身体能力を強化することができるÄRM。

#### メル
- 大地のスコップ（ジャック）
バトルスコップを石入れ改造したネイチャーÄRM。植物を操る能力が付加されている。

発動後の技
アースビーンズ
蒔いた種を急成長させて敵を蔦で絡め取る。氷原地帯など植物が育てられない場所では使用できない。
ビーンズシールド
巨大な豆の莢に入って身を守る。アニメでは手持ちの盾に変化させたVersion2も使用している。
アースウェイヴ
地面を伝う衝撃波を起こす。
魔法のキノコ（マジカルマッシュルーム）
幻覚を見せるキノコの胞子を相手に植え付けて相手を混乱させる。Version1として紹介されたが、以後登場しなかったためVersion1以降の能力は不明。
- エレクトリック・アイ（ナナシ）
目を表した2つのリング。ガリアンからボスの証として貰った。発動後は両手の同じ指にはめて、その間で電気エネルギーをためて攻撃する。
- アイスキーチェーン（スノウ）
キーチェーン型のÄRM。発動すると一瞬にして人や物を氷づけにできる。ただし、シンクロしている術者は暑さに弱くなる。また、アイスキーチェーンを使い、以下の技もつかえる。

アイスドアース
氷のつぶてを飛ばす。
アイシクル
あらゆるものを一瞬で凍らせる。火をも凍らせることが可能。
- アイス・リング（スノウ）
氷の剣。腕に鋭い氷の刃をまとう。しかし、暑いところでは、形を保つことが難しくとけてしまう。
- フレイムドラゴン（アラン）
炎を表現したチェーン。ギンタがこれを使いスノウの氷を溶かした。それ以降はアランがタバコのライター代わりにたびたび使用している。最終決戦でのハロウィン戦では炎の龍となり攻撃した。
- ゼピュロスブルーム（ドロシー）
リング。発動後は風を操る、柄には刃が付いた銀の箒。自分の周りに風の盾や切り裂くカマイタチを起こす。乗って空を飛ぶこともできる。ゼピュロスとはギリシア神話の西風の神。

#### チェスの兵隊
- アイスドアース（ギロム）
スノウの使用するものと同様の能力で、彼はこれを使って特大の氷塊を作った。
- クレバス（ギロム）
クレバスの割れ目を表現したリング。発動後は相手をクレバスに落とす。
- フレイムボール（レノ）
複数の火球を生み出して相手に攻撃する。
- 身体硬質化ÄRM（オルコ、ガロン）
発動前は、指輪もしくは腕輪。使用すれば、無造作に岩盤を殴っても傷一つ付かなくなったり、バブルランチャーを喰らっても「すこーし痛かった」ぐらいのダメージしか受けなくなったりする程体が強化される。
- 腕力向上型ÄRM（ガロン）
発動前は指輪。使用すれば、ガーゴイルの攻撃にもしばらく耐えられる。
- ウィンダールヴ（フーギ）
風の流れを表現したブレスレット。発動すると風を操り、突風や竜巻などを起こすことができる。
- ドラゴンロッド（カノッチ）
竜の頭を模した杖。発動後は竜の口の部分から火を吐く。
- ストーンキューブ（ロラン）
正六面体の宝石をはめ込んだリング。発動後は複数のサイコロ状の爆弾岩を造りだす。
- エル・ダンジュ（ロラン）
ロランの左肩についているファー（？）が増加し、羽になる。羽を飛ばして相手を切り刻むこともできる。
- スピカラ（アクア）
巻貝風の帽子。発動後は法螺貝の様に吹き、自分の意のままに海の生物を操る。
- ヘアマスター（ラプンツェル）
スカルリング。発動後は自分の髪を硬質化して、自在に操る。
- アイススパイク（ラプンツェル）
スパイクを表したリング。発動後は氷の棘を出す。応用技として相手を棘で囲んではさむ、スパイク・サンドがある。
- 花占いでボン!（エモキス）
花びらをむしると相手の髪もむしられ、花びらを全てむしると相手の周囲で爆発が起きる。
- ソウルフルート（ハメルン）
相手の魔力を吸い取る。
- 翼のÄRM（ハメルン）
術者の背中に翼を生やし、飛行能力を得る。
- チャームホルン（ハメルン）
術者の姿をした幻影をたくさん作り出す。幻影には影が無い。
- ボールダークロウ（キャンディス）
リング。発動後は石の爪。
- ボールダーファング（キャンディス）
鋭利な岩の塊を複数出現させ、相手に目掛けて一気に落とす。
- ボールダークラッシュ（キャンディス）
- グラン・ボールダー（キャンディス）
大岩を相手に投げつける。キャンディスは恵みの秤の針を進めるために自分にぶつけた。
- 三次元シャドー（アッシュ）
自分の影を実体化させる。本体の動きと同調して攻撃するほか、ギンタのバブルランチャーを吸収する能力を持つ。
- 避雷剣（ガリアン）
先端が四角い剣。発動後は雷系の技を吸収できる。しかし、ジムノートの落雷には耐え切れずに壊れた。
- エレクトリックフリスビー（ガリアン）
浮遊する複数の円盤を放電させ、攻撃する。
- ネコジャラシー（シャトン）
相手を自分の側におびき寄せる。
- ニャンニャン波（シャトン）
「気」を溜めて放つ。
- 煙幕（コウガ）
発動前は指輪。魔力を消す能力を持つ煙幕を広範囲に発生させる。
- フレアウィール（マジカル・ロウ）
火の輪くぐりに使う火の輪を無数に出現させ、敵を襲う。
- シャボン・レオ（マジカル・ロウ）
シャボン玉を大きな獅子に変化させ、敵を襲う。
- ボムグラス（ヴィーザル）
複数の植物を出現させ、相手が触れると爆発する。
- ユグドラシル（ヴィーザル）
ユグドラシルを表したリング。発動後は大樹ユグドラシルを召喚。アニメでは雲にまで届く植物として、ジャックの父であるジェイクが若い頃探していたÄRMであったが、ヴィーザルによってその養分が人々の憎しみや悲痛といった負の感情であったことが明かされている。また原作と異なり、魔力の源を断たない限り破壊不能とされた。
- フレイムハンド（ハロウィン）
手を使わないハロウィンの手となる。
- アンタレス（ハロウィン）
巨大な火の玉をつくり、敵にぶつける。
- クロスダガー（ハロウィン）
背中の十字架から火を放つ。
- スティックファイヤー（ハロウィン）
両手のスティックから火柱を放つ。
- トリックオアトリート（ハロウィン）
爆発植物。複数を同時に召喚できる。
- ブラッド・ボディ（ペタ）
術者の体を流動化させ、発動させている間、術者に物理攻撃は効かなくなる。
- エウロススタッフ（ディアナ）
「クイーンフリッカー」、「エアドライブ」など、ドロシーのゼピュロスブルーム同様風を操る技を繰り出す。エウロスとはギリシア神話の東風の神。
- サイコロコロ（ポズン）
アニメ独自。出目に記された自然現象を引き起こすサイコロ。
- エンドオブリング
∞の字を模ったエネルギーから毒を撒き散らす。
- アルカンシェル（マルス）
虹色のリングで相手を拘束し、触れた者に電流のようなものでダメージを与える。無理に破壊しようとすると爆発する。また自分の前に繰り出すことで「虹の盾」として敵の攻撃を防御することもできる。
- エアリアルウォール（ユーピター）　
空気の壁を作り、防御する。

#### その他
- シャドーマン（ガイラ）
影が立体化して対象者を襲う。影は本体と同じÄRMを使い、魔力・体力なども同じ。本体が疲労すると影も弱り、本体が強くなると同じだけ強くなる。メルメンバーの特訓のために使われた。

### ガーディアンÄRM
守護者となる魔人や魔獣を呼び出すことができる、スノウ曰く「接近戦が苦手な人向け」のÄRM。中には意思を持つガーディアンも存在し、会話をすることもできる。術者の代わりに戦ってくれるので、呼び出せれば非常に心強いが、他のÄRM以上に集中力を必要とするため、原則一度に1体しか呼び出すことができない。さらに術者自身は、ÄRMが発動している間は動けなくなる等のデメリットが存在する。またガーディアンが破壊されるとÄRMも砕ける（例外として、複数同時に出現するスノーマンはこれに適用されない）。作中では、シンクロするのに時間が掛かるという理由から切り札として使用されることが多かった。

#### メル
- ガーゴイル（バッボ・バージョン3）（ギンタ）

アランからもらったマジックストーンの力でバッボが変身したガーディアンÄRM。上半身は豪腕の悪魔、下半身は逆多角錘。腕力と口のリングから撃つ光線「ガーゴイルレイ」が武器。すさまじい魔力・精神力を必要とし、下手をすると精神が壊されてしまう。サンデー本誌で行われたベストオブÄRMリング人気投票では一位を獲得した。
- 長靴をはいた猫（バッボ・バージョン6）（ギンタ）

声 - 矢尾一樹
ドロシーからもらったマジックストーンの力でバッボが変身した「ÄRMを使うガーディアンÄRM」。名前の通り、長靴を履いた猫のガーディアン。投げナイフや魚形のウェポンÄRM「初ガツオ」を振るい、ファントムのガーディアン5体をあっという間に倒すという、ガーディアンとしては破格の高性能。また、使用者（ギンタ）の身代わりになる人形「身代わり君」を持っている。人語で喋ることもできるが性格は非常に獰猛かつ凶暴であり、猫アレルギーなアラン曰く「最悪のガーディアン」。シャトンはこのガーディアンを「カッコいい」と賞賛していた。
- リングアーマー（ドロシー）

鎧の頭を表したリング。発動後は動く鎧。ガーディアンとしては弱く、メルヘヴンに来たばかりで丸腰のギンタでも勝てた。ウォーゲームにて対戦したマイラのガーディアン・バキュアに破壊される。彼曰く「誰にでも扱えるようなÄRM」。
- レインドッグ / トト（ドロシー）

声 - 河本邦弘
犬の頭を模した飾りがついたチェーン。発動後は尾が3本ある巨大な猛犬となる。ドロシーは「トト」と呼んでいる。あらゆるものを食べることが出来、原作では食いちぎるように敵を食べていたが、アニメでは吸い込んで食べている。
- フライングレオ（ドロシー）

ライオンの顔の横に翼をつけたブレスレット。発動後は翼を生やしたライオン。低級ガーディアン。序盤にアーマーゴーレム（ブリキン）に倒されたが、破壊はされずその後も色々な局面で登場する。
- アーマーゴーレム  / ブリキン（ドロシー）

兜をあしらった腕輪。発動後は甲冑の巨人。ドロシーは「ブリキン」と呼んでいる。元はバッボが隠された箱の番人だった。体の巨大さもさることながら、そのパンチ力は強大。ウォーゲームからドロシーの主力に加わる。必殺技はフライングボディアタック。
- クレイジーキルト（ドロシー）

声 - 雨蘭咲木子
リング。発動後はつぎはぎ人形。目はボタン、口はファスナー、下半身は独楽のようになっている。歌声は強烈な不快音波である（この技はラプンツェルには効いたが、キメラには効かなかった）。
- スケアクロウ（ドロシー）

カカシを模したÄRM。別名・磔のスケアクロウ。相手の動きを一定時間止め、その隙に頭部の帽子を鋭く尖らせ、ドリルの様に回転して攻撃する。
- スノーマン / ユキちゃん（スノウ）

雪だるま型のネックレス。発動後は複数の雪だるまを召喚出来、硬さや大きさを自在に変えられる。スノウは「ユキちゃん」と呼んでいる。
- ウンディーネ（スノウ）

声 - 篠原恵美
スノウがカルデアでもらったガーディアンÄRM。発動後は言葉を話す水の妖精。地中から噴出す水の槍『アクアニードルス』や、水の玉を作って相手の呼吸を封じるなど多彩な技を持つ。
- メヒィトス（ジャック）

ジャックがカルデアでもらったガーディアンÄRM。発動後は超巨大な食虫植物。キャンディスのゴーゴンのÄRM（アクセサリー状態）を壊したが、ジャック自身も大量に魔力を消費したためドローとなった。
- 鬼火属フォレ（ジャック）

声 - 小林由美子
ジャックがカルデアでもらったガーディアンÄRM。発動後は男児型のジンの様な姿。ヴィーザルのユグドラシルやブラインディングバードを一瞬にして焼き尽くす火力を持つ。ヴィーザルの魔力の源である頭の木を燃やし勝利した。アニメ版では非常に魔力の消費が大きいとされ、これを使用したジャックは自滅しそうになった。
- ジムノート（ナナシ）

ナナシがカルデアでもらったガーディアンÄRM。発動後は巨大なデンキウナギ。相手に巻き付いて潰してしまえるほどの強い力と、雷を無効化するガリアンの避雷剣を破壊できる強力な電撃を持つ。
- 13トーテムポール（A）（アルヴィス）

1つのトーテムポールをつないだチェーン。発動後は地面から迫り出すトーテムポールとなり、複数体同時に召喚が可能。チェーンをロッド型に変形させ、近接攻撃にも使用できる。
- ア・バオア・クー（アルヴィス）

顎の尖った髑髏と幾つかの鉤爪状の飾りが付いたペンダント。アルヴィスがカルデアでもらったガーディアンÄRM。発動後は昆虫の足の様な突起が付いた髑髏。口を開くと黒い霧に浮かぶ大きな一つ目が現れ、それで睨んだ相手を球状のバリアに閉じ込める。術者が「バーストアップ」と唱えると、閉じ込めた相手をバリアごと爆砕する。
- メリロ、ブモル（アラン）

声 - ゆかな（メリロ）、愛河里花子（ブモル）
修練の門のナビゲーター。メリロは優しい猫耳のお姉さん、ブモルは厳しい熊耳のおばさんである。
- ストーンゴーレム（アラン）
- セイント・アンガー（アラン）

アランがカルデアでもらったガーディアンÄRMで、拳を突き合わせた意匠の腕輪。発動後は宙に浮く巨大な1対の籠手。敵ガーディアンを軽々と握り潰し、ハロウィンを見えなくなるほど遠くに殴り飛ばす怪力を持つ。

#### チェスの兵隊
- アリュマージュ（ファントム）

バッボと似たガーディアンÄRMで、バッボのハンマーの部分は剣になっている。顔つきは非常に凶悪（ファントム所有時のバッボのような表情）。
- ガーディアン（1）（アインス）（ファントム）

ケンタウロスの様な人馬一体の騎士。右腕に槍、左腕に盾を所持する。
- ガーディアン（2）（ツヴァイ）・レムレース（ファントム）

ファントムの所持する最強のガーディアンの一体。指輪。鬼のような2本の角を持つ巨人。巨体に似合わず俊敏な動きをし、その豪腕で相手を攻撃する。
- ガーディアン（3）（ドライ）（ファントム）

木とも岩ともとれる体皮を持つ巨人。
- ガーディアン（4）（フィーア）（ファントム）

不気味な人形で空間を移動し死角から攻撃する。
- ガーディアン（5）（フェンフ）・デッドドラゴン（ファントム）

ファントムが所持する最強のガーディアンの一体。チェーン。発動後はドラゴンのゾンビ。口から火炎を吐く。
- ガーディアン（6）（ゼックス）（ファントム）

継ぎ接ぎのウサギの人形。口からビームを発射させる。
- ガーディアン（7）（ズィーベン）（ファントム）

シルクハットをした、ハンプティ・ダンプティの様な丸い紳士。
- ガーディアン（8）（アハト）（ファントム）

岩石の体を持つ。
- ガーディアン（9）（ノイン）（ファントム）

切り株のような頭部をした案山子。
- ガーディアン（10）（ツェーン）（ファントム）

死神の姿で相手を精神的に揺さ振り、隙が出来たときに攻撃する。
- バキュア（マイラ）

一つ目を備えた液体。ジェル状の体で獲物を包み込んで食べてしまう他、打撃攻撃が効かない。ドロシーによると、「レアなÄRM」であるらしい。
- 魔人のランプ（ランプの精）（アリババ）

声 - 河本邦弘
髪の毛を一本に結った褐色の大男。アリババ曰く「自分と最も魔力の波長が合う、ナイトでも簡単には扱えない代物」。対アラン戦で使用したが、魔力もロクに通っていない状態で発動させてしまったため、アランに一撃で破壊されてしまった。
- イフリート（アリババ）
- チェーンソルジャー（ペタ）
- ボディアイ（ペタ）

一つ目の巨大なガーディアン。巨大な爪と体から複数の蝙蝠を放つ能力を持つ。
- アッコちゃん（アクア）

巨大なアコヤ貝。真珠の弾丸を打ち出したり（ペルルアタック）、氷の上を滑ってアタックしたりする（ローリングアッコちゃん）。その殻はグリフィンランスでも破れなかった。殻の中に術者を隠すこともできる。正式名称は不明。
- エゴラ（ギロム）

氷の巨人。寒冷地では力を増す。
- アルゴタロス（ギロム）

アニメ独自。術者が乗り込むタイプでは最大級。目から光線を放つ。
- 魔剣ダンダルシア（エモキス）

顔のついた大剣で言葉を話すこともできる。召喚中も使用者の移動が可能であり、使いやすいように大きさを変えることができる。スノウのユキちゃん（スノーマン）を一刀両断した。エモキスを美人とおだてていたが、スノウのウンディーネを見て本音を漏らしてしまいエモキスに破壊される。
- ボリノ（ハメルン）
- 西洋の鬼のような姿をした巨人。ハメルンの「秘策」であるガーディアン。
- ゴーゴン（キャンディス）

にらんだ相手を石化する。ダークネスではないため石化はアリスでも解けるかどうかわからなかった。
- ラミア（キャンディス）

アニメ独自。女性の上半身と蛇の下半身を持つ。手に持つハープの音で相手のトラウマを呼び起こし、精神力も生命力も奪う。
- デス（アッシュ）

宙に浮いた4本の鎌を持つ死神のような姿をしたガーディアン。遠隔操作で鎌を飛ばして攻撃する。
- トルペディーネ（ガリアン）

巨大なエイのようなガーディアン。背中にある口のようなものから強力な電撃を放つ。
- ブルル（シャトン）

巨大なブルドッグ。シャトンはこれを囮に使った。
- クンフーフロッグ（コウガ）

巨大な赤いヒキガエル。その名の通り、クンフーの達人であるがアルヴィスのア・バオア・クーの前では無力だった。アニメでは、ガーディアンで最も速いと説明されている他、カルデアへと向かうコウガ達の移動手段として飛行能力を披露した。
- クロウ天狗（コウガ）

アニメ独自。高速で飛び回るが、クンフーフロッグと違って術者がその場から動けなくなるという欠点がある。
- ファスティトカロン（ピノキオン）

宙を泳ぐ巨大なクジラ。敵を丸呑みし、胃液で何でも溶かしてしまう。ディアナのスカートを踏んでしまったポコが、例外的に溶かされることなく閉じ込められていた。
- モビーディック（ピノキオン）

アニメ独自。巨大な白鯨を召喚する。
- トランプソルジャーズ（マジカル・ロウ）

トランプに頭・腕・足が付いた兵士。スノウ戦では4種類のスートのAだったが、レギンレイヴ城戦では数え切れない数をだした。
- ナイトメア（マジカル・ロウ）

複数の球体が出現。のあちこちに目や口がある不気味なデザインで、球体同士で自在に着脱可能。
- ペリュントン（イアン）

腹部からガーゴイル・レイにそっくりな光線を発射する。壊れたはずだったがアニメ版では再登場する。空を飛ぶことも可能。
- ブラインディングバード（ヴィーザル）

巨大な枯れ木の鳥。敵が出す全ての植物を腐らせるため、ジャックの父ジェイクは太刀打ちできず、ジャックの多くの技も封じられた。
- コカトリス（ロラン）

チェーン発動後は巨大な鳥で、吐く息に触れた相手を石にする。同じ能力を持つゴーゴンが足元からゆっくりと石化するのに対し、こちらは触れた部分から石化するのでより早く石化できる。
- グレイヴ・ヘイル（ハロウィン）

目玉や口のついた不気味な十字架を召喚。アルヴィスの13トーテムポールと酷似している。アニメでは棺桶を出し、その中からゾンビを出現させるダークネスÄRMとなっている。
- ワカンタンカ（ハロウィン）

頭部は羽飾りをかぶった髑髏、胴体は大蛇の骨で翼がある。炎を吐く。
- オクトパス（ディアナ）

巨大なタコを召喚。ドロシーの動きを封じるも、ブリキンに潰される。
- ケルベロス（ディアナ）

狗の体に蛇が2体融合している。トト（レインドッグ）に喰べられた。（アニメ版では相打ち）
- ピノキオンⅡ（ディアナ）

アニメ版ではピノキオンⅢという名前だった。ピノキオンとそっくりなガーディアン。スケアクロウに倒された。（アニメ版では相打ち）
- フェニックス（キング）
- ティアマト（キング）

巨大な骨の竜の顎に女性が張り付いたような姿をしたガーディアン。ガーゴイル・レイと同じような光線を発射できるが、長靴を履いた猫により破壊される。
- ナハトファルター（ウーラヌス）
- タロス（マール）

比較的魔力の低い人間でも扱えるガーディアンÄRM。腕・足・頭の各パーツに分かれており、それぞれ別々に封印されていた。

#### その他
- アイアンボール（モック）

金属球に手足と尖った頭が付いた姿。転がって相手を押し潰す。
- デーモンタランチュラ（ジョン・ピーチ）

端に蜘蛛の飾りが付いたチェーン。発動後は腹にある口からものを吸い込む巨大蜘蛛。ドロシー曰く「すぐ暴走するÄRM」。発動すると術者を食べるまで止まらない。
- シュラムグロス（ヴァローナ）

巨大な泥人形。胸のカプセルに妖精を閉じ込め、その力を奪って成長、身体は泥→石→水晶と変化する。完成体になる前にアルヴィスに壊された。
- ストーン・ワイバーン（ゲイラン）
- カイゼルスノー（レスターヴァ王）

口ひげを生やした雪だるまを召喚。恐らくスノーマンの強化版。アニメでメルがゴーストチェス戦からレスターヴァに戻った際、城が地上に戻ったために墜落した一行を巨大な姿で受け止めた。
- ゴッチ（ウィート）

声 - 三宅健太
ゲーム「カルデアの悪魔」に登場。見た目はヨーヨーの形をしたÄRM。ÄRMだが爵位を持っているらしい。バッボに対抗意識を燃やす

### ディメンションÄRM
空間を移動したり、別空間を造って次元を越えたりする力を持つÄRM。その能力故、市場でも高額で取引されているようで、店によってはかなり厳重に保管されている。
- 逆門番ピエロ（バッボ・バージョン8）（ギンタ）
キングを倒したとき手に入れたマジックストーンの力でバッボが変身したディメンションÄRM。メルヘヴンからギンタの世界への道を開く。門番ピエロと同じく、通過できるのはピエロがサイコロを振って出た目の人数だけ。
- 門番ピエロ（アルヴィス、アラン）
声優 - 松本大
異次元への門を作る。ピエロがサイコロを振って出た目の人数だけ通過可能。GBA版では複数階層に分かれており、練磨→鍛錬→練武→最後の順に深くなる。
- 修練の門（アラン、ガイラ）
チェーン。発動後、門の中では、外の60分の1の速さで時間が流れる。術者はこの中ならガーディアンを複数出すなど自由にÄRMを使用することができる。
- アンダータ（ナナシ、ドロシー、ポズンなど）
渦をあしらった指輪。発動後は行ったことのある場所（使用者ではなくÄRMが記憶する）へ瞬間移動する。
- マジックカーペット（エドワード）
魔法の絨毯になり、何人か乗せて空を飛べる。
- ジッパー（ドロシー）
長さ2m前後のジッパー。別の空間に物をしまうことができる。
- ウォッチングバード（ドロシー）
指輪。アニメ独自。発動後は小鳥を召喚し、その目を通した映像を術者のもとに映し出す。
- エアハンマー（アラン）
腕輪と5つの指輪。発動後は空間を凝固させて敵にぶつける。アニメでは空気を凝固させるネイチャーÄRMとされた。
- マジックミラーリング（ペタ）
小さな鏡をあしらった指輪。鏡や月を媒体にして映像音声を伝える。ペタはこれを使い、盗賊たちにバッボを奪わせるように仕向けた。
- イダテンスキー（ジョン・ピーチ）
スキー板を模したチェーン。発動後はスキー板になり、履くと高速で滑走できるが制御が難しい。
- ミッシング・リング（ジョン・ピーチ）
指輪。アニメ独自。発動後は瞬間移動が出来るがどこへ飛ぶかわからない、旧式のÄRM。
- フラッシュアイ（ナナシ）
球形のシンプルなÄRM。映像を記憶し、投影させることができる。ギンタたちはこれでメルヘヴンの惨状を知った。
- スプリットパーツ（アッシュ）
割り符形のペンダント。発動後は体のパーツを切り離して攻撃できる。
- サイコスペース（アッシュ）
独立した空間を作り出す。その中では相手の魔力が半減する。
- 砂地獄（コウガ）
相手を流砂の中へ落とし込む。底の深さが調節でき、アニメ版では触手がアルヴィスの動きを封じた。
- ノゾキン（パズタウンの道具屋）
内部の空間が消失する指輪。そのためのぞいているのがバレバレ。
- ピアス（クロスガード、チェスの兵隊）
通信機として機能する。チェスの物は階級によって形が違う。
- ラビリンス（ユーピター）
巨大迷路。常に壁が移動を続け、死ぬまで壁に追われ続ける。
- エデュカシオン（ウーラヌス）
銀の鉤型拘束アーム。相手の動きを封じる。
- リッペンシュティフト（プルート）
使った相手の姿かたちをそっくり真似られる。また、自分が負った怪我を真似た相手に飛ばすことも出来る。
- ラプトゥーア・シュリンゲ（ネプトゥーン）
複数の相手を一気に捕まえられる檻（トラバサミと鉄格子が合わさった形）。しかし意外に脆く、スノウのスノーマンの一撃であっさり壊れる。

### ホーリーÄRM
聖なる力で傷を癒したり、ダークネスの呪いを解く力を持つÄRM。
- アリス（バッボ・バージョン4）（ギンタ）
ギンタがヴェストリの洞窟で見つけたマジックストーンの力でバッボが変身したホーリーÄRM。ホーリーÄRMの力を持った天使（高露出の美女）の姿をしたガーディアン。ギンタが妄想で創造した（スノウ談）。バッボにとっては女装する様なものなので、このバージョンになるのを嫌がる。ハロウィンがアランとエドにかけた呪いは解けたがゾンビタトゥまでは解けなかった。体力回復も出来る。また、最終決戦ではダンナの肉体に憑依していたキング（邪悪のオーブ）を分離した。
- 癒しの天使（スノウ）
イアンがギドを救うためにギンタ達に渡した。発動後は術者が魔力を込めることで対象者の傷をある程度まで回復させることが出来る。回復の速度は、術者の魔力による。
- イージス（ナナシ）
アルヴィスがナナシに渡したÄRM。アニメではナナシを慕っていた少女、ピルンの形見となっている。だが、最終決戦でペタに壊された。巨大な盾を出し、数多の攻撃から術者を守る。さらに術者の傷をある程度回復させる。
- 毒消しのアールフェ（ドロシー）
- ガブリエル・キス
ゲーム『忘却のクラヴィーア』に登場したオリジナルÄRM。
- 天使の口づけ

ゲーム版オリジナル。仲間1人の呪いを解く。GBA版はスノウ専用、DS版はアルヴィス専用。

### ダークネスÄRM
敵に「呪い」をかけることができるÄRM。「呪い」を解く方法は、ÄRM自体を破壊するかホーリーÄRMを使用するかしかないため、防衛手段が限られる。非常に強力な反面、使用した術者自身も副作用という名の「呪い」の代償を受ける。

#### メル
- カゴの鳥（アルヴィス）

代償⇒全身に激しい痛みが走る。
- 鳥かごを表したリング。発動後は周りの地面から格子が出現して鳥かごに閉じ込め、閉じ込めた相手を鳥の姿に変える。
- スィーリング・スカル（アルヴィス）

代償⇒全身に激しい痛みが走る。
- 角が付いたスカルリング。発動後は相手の動きを止める。魔力によっては複数に呪いをかけることが出来る。

#### チェスの兵隊
- 呪いのワラ人形・スパイク & ハンマー（ロコ）

代償⇒年齢が下がり見た目が若返る。
- リング。発動後はワラ人形にハンマーを打ち込むと相手に激痛が走る。
- ネグゼロ（ロコ）

代償⇒年齢が下がり見た目が若返る。
- 目隠しをされた女性を包帯や鎖で穴の中に封じたようなペンダント。発動後は相手の動きを封じる。
- アニマルチェーン（ロコ）
アニメ独自。相手を動物の姿に変えてしまう。代償は不明。
- イグニール（ハロウィン）
蛇に巻かれた2人の人物が溶け合って苦悶する意匠のペンダント。発動後は複数の人物を融合させ、睡眠によって人格や姿が入れ替わるようにする。代償⇒不明
- ダーク・アビス（ハロウィン）
- ボディキャンドル（カノッチ）

代償⇒呪いが解呪されると術者が溶ける。
- リング。相手の体を術者の頭上の火のついたロウソクと連動させる。ロウソクが溶けていくにつれ、相手の体も溶けていく。
- スロードリィ（コレッキオ）

代償⇒発動中は視力を失う。
- 相手の動きをかなり鈍らせる。
- 悪魔の絆（イアン）

代償⇒術者自身にも呪いが適用される。
- 自分と相手を鎖で繋ぎ、一定距離以上離れられなくなる。さらに鎖から魔力や生命力が流出するため、放って置くと死に至る。
- 嘆きの分銅（イアン）

代償⇒術者も回復技が使えなくなる。
- これに当たると、回復技が一切出来なくなる。カードゲームではただのウェポン。原作でイアンはこれでキメラを倒した。
- デスキューブ（ディアナ）

代償⇒パズルを解いて中身を解放しても、代わりにパズルを解いた者が異空間に消える。
- アニメ独自。ルービックキューブに似た半透明の箱。中に入れられたものはパズルを解かないと取り出せない。箱は異空間とつながっており、パズルを間違えたり無理に壊すと中のものは異空間に飛ばされて消滅してしまう。
- フィンスターニス（ザトゥルン）

代償としてÄRMが壊れた時に術者は怪物になる。
- アニメ独自。相手の動きを封じる。
- エロスの弓矢（ヴェーヌス）

代償として術者は攻撃が出来なくなる。
- アニメ独自。これに当たるとあらかじめ吹き込んでおいた名前の人を死ぬまで攻撃し続ける。

### 詳細不明のÄRM
属性の判らない、性能不明のÄRM。

#### メル
- プリフィキアーヴェ（幽霊のカギ）（ギンタ→アルヴィス）
ゾンビタトゥによって生ける屍となった者を殺せる唯一のÄRM。対象者の体にある鍵穴に挿して魔力を解く。
- クッションゼリー（バッボバージョン5）（ギンタ）
ファントムからもらったマジックストーンの力でバッボが変身した形。円錐台形（アニメでは不定形の場合もある）のゼリーがギンタを包み、外からのあらゆる衝撃を吸収する。
- 結合（バッボバージョン7）（ギンタ）
ダンナの精神と肉体を融合させた。
- 宝箱（アラン）
魔力が0の人間しか開けることが出来ない。バッボが封印されていた。
- カペチョロ七つ道具（ナナシ）
鍵師に作らせた七つ道具。名前はDVD特典の設定資料集から。
- ラスト・ウィッシュ（アルヴィス）
アルヴィスがクラヴィーアで手に入れ、門番ピエロ発動に使用した「全てが始まる」ÄRM。一部メディアでは錆びたダガー表記。
- イーヴィル・シールド（アルヴィス）
忘却のクラヴィーアに登場。分類はイーヴィルÄRM。アルヴィスがゲーム内で使用した。醜い心がへばりついて離れなくなるらしい。

#### チェスの兵隊
- ファントムグラス（ファントム）
相手をガラスの中に閉じ込めて粉砕する。
- 鱗らしきもの（ファントム）
ファントムはこれを攻撃と防御等の目的に使用。
- ソウルインフィニティア（ファントム）
周りの人間の生命力を吸い取って攻撃する。
- ゾンビタトゥ（ファントム）
第一次メルヘヴン大戦時にファントムがマジックストーンで創造した。使用すると体にタトゥが入り序々に全身に拡がり、拡がりきると不死の体（ゾンビ化）にする。ファントムはこれを気に入った人間（アルヴィス・ロラン・ペタ）に使用した。
- お菓子の家（エモキス）
食べると肉体が強化されるお菓子の家。
- 恵みの秤（キャンディス）
自分が受けたダメージを蓄積し、針が一周すると自分の魔力が増幅される。
- 記憶を操るÄRM（カードでは「アムネジア」と表記されている）（ガリアン）
- マネっこメダリオン（マジカル・ロウ）
相手のÄRMの能力をコピーする。完璧なコピーではないらしい。
- ブラッド・スィリンジ（ペタ）
針が付いた球を体に突き刺し、血を吸う。

#### その他
- ピアス（リリス）
記憶を操作することができる。破壊するとピアスを使用していた期間の出来事が夢のような感覚になる。修練の門に入ったギンタ以外のメンバーが使われていた。
- プレーヌ・リュヌ（リリス）
一つ目と一対の腕を備えた、宙に浮く黒い球体。人の心を具現化できる。由来はフランス語の「満月」
- 勇者のÄRM（レギンレイヴ城地下）
キャルが発動させたÄRM。キャルを強い戦士の姿に変えた。

### ゴーストÄRM
自らの身体を使って技を繰り出す禁断のÄRM。ダイレクトに術者と融合しているので、魔力と同時に術者の生命力も奪う。アニメ版では、ゴーストÄRMの反動による術者の死が描写されている。「MÄRΩ」に登場するフェイクÄRMの原型とも言うべきÄRM。

#### 原作
- ハウリングデモン（キメラ）
右腕を怪物のように変形させ、エネルギー弾を打ち出す。
- 名称不明（キメラ）
腕をティラノサウルスの頭部の骨のように変化させる。
- オーガハンド（キメラ）
両腕を巨大な爪を持った手に変形させて攻撃する。
- ゴーストテイル（キメラ）
己から黒い尾を生やして攻撃。両手が使えるという利点がある。
- キマイラ（キメラ）
魔獣を召喚して、その胸に術者を取り込む。
- アビスカノン（ペタ）
亡者の魂を使って攻撃する。 アニメ版ではキメラとゴーストÄRMというジャンルが被る故か一切使われなかった。
- ダリア（ディアナ）
両腕が翼となり、足が巨大な鳥の一本足に変形する。

#### アニメオリジナル
- ヒュドラ（キメラ）
枯渇した火山の淵に封じられていた究極のゴーストÄRM。残っている人としての心（＝使用者の過去の記憶）を吸い取り、使用者を頭部に取り込んだ巨大な化け物となる。口からガーゴイルレイと同じ様な破壊光線を放つことも出来る。
- 時間のロンド（輪舞）（カペル）
カペルがゾンビタトゥの成長を加速させるため、アルヴィスの胸に埋め込んだゴーストÄRM。埋め込んだ相手の生命力を消費する訳ではないが、その対象の周りだけ時間が早く流れる。ゲーム版では使用者の魔力を前借りする効果となっており、オウビットがアルヴィスに使った。
- ヴェルフェル（パウゼ）
見た目は只のサイコロ。出た目によってジェネラルの使用する「ゲーゲンザッツ」の能力が変化する。これ単体では戦闘能力を持たない。
- ゲーゲンザッツ（ジェネラル）
パウゼの「ヴェルフェル」の出た目によって能力が変わる。全部で6種類の能力があったようだが、全てを披露する前に2人ともカペルに取り込まれてしまったため、残り4種類の能力は不明。
バージョンフランベ・・・右腕が棍棒に変形し、炎を纏って攻撃する。
バージョンランス・・・右腕が碇のような形の槍に変形、光の槍を連射する。
- メッス（フラット三姉妹）
右腕が剣に変形する技。単体の攻撃能力は差ほどでもないが、彼女たちのコンビネーションによって高い戦闘能力を発揮する。
- ロートカッペンバルツァー（フラット三姉妹）
三姉妹それぞれが持つアクセサリーを揃えることで赤頭巾型ガーディアンを召喚、三姉妹が胸の宝石から融合するタイプのゴーストÄRM。ガーディアンが受けたダメージは、直接三姉妹に伝わる。技は以下の通り。
リンゴ爆弾・・・空中を舞いながら巨大なリンゴ型爆弾を投下する。
スーパージェットパンチ・・・両手が分離して敵を攻撃する。
フィンガービーム・・・両の指先から強烈な光線を発射する。
ジェットミサイル・・・腹部から巨大なミサイルを発射する。
- ゲミュールエッセン（カペル）
触手の付いた花のようなもの。触手が伸びきって心臓と融合した時、人としての心が失われてしまう。カペルはこれに改良を加えて、ファントムの人としての心を完全に消し去ろうとしていた。
- ヤクトルーフ（サラ）
チェーンの形状。両腕がボーガンのような形状に変形し、開口部から赤い光の矢を発射、当たった人間から生命力を蒸発させ、吸い取る。
- 冥界のアナリーゼ（カペル）
カペルがサラ以外のゴーストチェスのメンバーを吸収、その命を糧にして発動した最後のゴーストÄRM。肉体が翼を持った悪魔のような姿に変化し、口から吐いた煙が集まって巨大な蛇を作り出し攻撃する。

## MÄRΩ

### ウェポンÄRM
- 冥王の鎌（インガ）
鎌の刃を象ったペンダント。発動後は大鎌でその刃は3つに分離可能。大型ガーディアンとも渡り合うパワーがある。
- ドゥエル（クーゲル）
ブレスレット。発動後は剣。
- モーメントディスク（インガ）
リング。6枚の円盤を投げつける。ホーミング能力がある。（多分）

### ネイチャーÄRM
- フィオーレ（エリサ）
目の様な形（＜○＞）2つが十字に交差した装飾。炎（フランメ）・水（リクイド）・氷（ネーヴェ）・風（ヴェント）・地（デゼルト）の力を、各（）内の名を詠唱することで使えるÄRM。エリサがカルデアでドロシーにもらった。個々の基本的な力はあまり強くないが、術者や環境との相性次第ではかなり有効に使える。

### ガーディアンÄRM
- ガーゴイル（前作における、バッボ・バージョン3）（カイ）　
6年前のウォーゲームでギンタが使用していたものと同じ姿をしている。カイが「自分の想像する最強の力」として最初に創造したが、魔力の調整ができなかったため暴走してしまう。その後、アルヴィスによりマジックストーンが没収・リセットされ、使用できなくなる。
- ニードル・ワーク（カイ）
封印されていたマジックストーンに創造されていたガーディアン。西洋の甲冑を着け槍と盾を装備したケンタウロスのような姿。槍の中には剣が仕込まれている。生前のバッボが創造した。
- ホーネット（カイ）
スズメバチを模した姿で、3体に分離することもできる。針を敵に刺すことで、動きを封じる能力を持つ。生前のバッボが創造した。
- カラドリオ（カイ）
ハーピーのような姿。ホーリーÄRM同様、対象の傷を治癒する能力を持つ。術者自身の治癒は魔力が集中しにくい。名前と能力の由来はカラドリウスのイタリア語名。
- バロン（カイ）
鬼神の面を着けた様な顔の人間型。徒手空拳で戦う。
- ベヒモス（カイ）
カバの様な姿。大きな口で、あらゆる物を吸い込み破壊する。
- ノールドトルテュ（カイ）
亀の姿。絶対防御という能力を持っている
- 雪の女王（カイ）
周囲のものを凍結させる力を持つ。
- オメガガーゴイル（カイ）
フェイクÄRMを破壊する「オメガシステム」と、カイが思い描く最強のガーディアン「ガーゴイル」が融合した形態。

### ディメンションÄRM
- 前作より引き続き登場。
- エプルーブ（ドロシー）
前作に登場した「修練の門」と似た形。内部空間には魔力を量るÄRM「ラピッド」がある。

### フェイクÄRM
本物のÄRMとは違いほぼ全ての人間が使用できるが、使う人間の生命力を吸い取って発動するため使用者はやがて死に至る。昔、ウンヴェッダーというカルデアの男が作り出したÄRMで、カルデアの先代長老だったバッボによってウンヴェッダーごと葬り去られたはずであった。ガーディアンの他にもディメンションのような能力を持つ物もあり、複数のタイプがある模様。また、使用者の命を元にガーディアン同士を融合させることが出来る。
- トリニィティホーン（ステッチ）
- デュオ・ランポス（クリオ）
双頭の鳥。
- 人形型（正式名称不明）（エリサ）
これより上記のものはハーナウの子供達のもので、ガーゴイルにより全て破壊される。
- サラマンダー（モラスク）
巨大な火蜥蜴。ゲルダのフェイクからパワーを受け、何度でも再生する。
- フラロウス（ゲルダ）
炎の妖精。モラスクのフェイクにパワーを供給することもできる。
- クイック・シルバー（キティ）
全身が刃物のようになっており、高速で移動して敵を切り裂く。
- ドン・グローボ（パタータ）
外見は巨大な黒い雪だるま。

### その他のÄRM
- マジョリティガード（インガ）
空に浮かぶ四角い盾のようなÄRM。
- ラピッド（ドロシー？）
魔力の量を量ることができる。怪物じみた機関車の様な形で天井にぶらさがっており、迫ってくるラピッドを遠くで止められるほど魔力が強い。カイは止めるどころか破壊してしまった。
- 実態を霧に変えるÄRM（アトモス）
自分の体を霧に変えることが出来るÄRM。